# Adalbertia duponti
Adalbertia duponti là một loài bướm đêm trong họ Geometridae.